# Dorstenia uxpanapana
Dorstenia uxpanapana là một loài thực vật có hoa trong họ Moraceae. Loài này được C.C.Berg & T.Wendt mô tả khoa học đầu tiên năm 1986.